# Camrail
Camrail ou Cameroon Railways est l'entreprise concessionaire du réseau ferroviaire du Cameroun, depuis le 1er avril 1999, dans le cadre d'un contrat de concession signé avec l’État du Cameroun. Son actionnaire de référence est la filiale du groupe MSC : Africa Global Logistics, nouveau nom de Bolloré Africa Logistics, depuis le 30 mars 2023.

## Historique

### Création du réseau ferré
À l’accession du Cameroun à l’indépendance le 1er janvier 1960, le nouvel État camerounais avait hérité d’un réseau de chemin de fer à voie unique, avec écartement métrique, de 517 kilomètres, aux courbes serrées et au profil peu facile.
Ces 517 kilomètres avaient été réalisés, pour une partie par la France et pour l’autre, par l’Allemagne :
- ligne Douala - Yaoundé, construite entre 1908 et 1927 ;
  - construction par les allemands entre Douala à Éséka ;
  - construction par les français entre Eséka et Yaoundé ;
- ligne Douala - Nkongsamba, construite entre 1906 et 1911[2].

### La Régie nationale des chemins de fer du Cameroun et l’extension du réseau
La Régie nationale des chemins de fer du Cameroun, en abrégé «  Regifercam », est créée par l'arrêté du 17 juillet 1947 et exploite le réseau jusqu’à sa privatisation en mars 1999.
À l'indépendance en 1960 et 1963, le réseau routier est très limité : le développement de l’État se fait par le chemin de fer. L'Office du Chemin de Fer Transcamerounais est chargé de conduire d'importants travaux de construction et de rénovation, les trains restant exploités par la Regifercam. Le réseau se développe jusqu'à la région de l'Adamaoua (la construction de la ligne Yaoundé-Ngaoundéré a lieu entre 1964 et 1974), puis à l'ouest lors de l'Unification (ligne de Mbanga à Kumba). À l'occasion de la pose du premier rail de cette dernière le 28 mars 1964, la République fédérale du Cameroun émet deux timbres. L'un représente la stèle commémorative, l'autre une locomotive.
La Regifercam est inscrite en 1996 dans processus de privatisation par l’État camerounais, alors qu'elle présentait un déficit moyen annuel d'exploitation de l'ordre de 4 milliards de francs CFA par an entre 1994 et 1999.
La liquidation de la Regifercam est chargée, conformément à la législation et à la réglementation en vigueur, de la réalisation de l’actif et de l’apurement du passif, dont les éléments respectifs ne sont pas repris pour le compte du Concessionnaire, au titre de la Convention de concession de l’activité ferroviaire au Cameroun signée le 19 janvier 1999 entre la République du Cameroun et la société Camrail. Il s’agissait pour l’État de réduire sa charge financière liée au transport ferroviaire, inverser les flux (entre l’État et le concessionnaire) et d'améliorer durablement l'efficacité du secteur des transports ferroviaires (augmentation de l'offre de transport ferroviaire et de la productivité du personnel).
La Regifercam est dissoute par le décret présidentiel du 19 mars 1999.

### Concession d'exploitation et création de Camrail
La convention de concession a été signée le 19 janvier 1999, pour une durée de 30 années. La reprise de l'activité ferroviaire est effective depuis le 1er avril 1999.
Cette convention concède à Camrail :
- l’exploitation technique et commerciale des services de transport ferroviaire ;
- la maintenance, le renouvellement, l’aménagement et l’exploitation des infrastructures ferroviaires ;
- la gestion courante du domaine ferroviaire.

La convention de concession a connu un premier avenant en 2005. Puis complétée par l'avenant no 2 signé le 4 novembre 2008, qui consacre des investissements destinés à l'acquisition du matériel roulant et à la modernisation des infrastructures et le matériel roulant. Cet avenant prévoit sur la période 2009-2020, des investissements de l'ordre de 230 milliards de francs CFA dont 158 milliards à la charge du concessionnaire.
À ce titre, deux locomotives neuves de type CC 3300 ont été mises en service le 20 avril 2010 et six nouvelles locomotives CC 2500 ont été réceptionnées en 2012.
En 2015, le concessionnaire a acquis neuf nouvelles locomotives de type CC 3300 fabriquées par la société Sud-Africaine Grindrod. Chacune de ces locomotives dotées d'une puissance de 3 000 chevaux, offre la possibilité de tracter en moyenne 1 500 tonnes de marchandises.
Côté matériel remorqué, 50 wagons plats ont été réceptionnés en 2013 ; 25 wagons citernes, et 40 voitures voyageurs livrées. Camrail a également mis en service le train direct InterCity entre Douala et Yaoundé.
L'entretien de la voie ferrée, propriété de l’État, était confié à la Sitrafer de 2001 à 2010. Plusieurs problèmes à la Sitrafer (non-paiement des employés) ont amené la Camrail à favoriser l'ouverture à la concurrence. L'entretien des voies est aujourd'hui assuré par quatre entreprises sous-traitantes de Camrail : SCIN, Socarrema, NASMO et Sitrafer.
Dans le cadre du matériel de maintenance, Camrail a acquis et mis en service un autorail de contrôle de la voie le 3 décembre 2014. Cet engin de dernière génération d’une valeur de 2,3 milliards Fcfa permet de diagnostiquer la voie afin de déterminer avec précision les anomalies de la voie et fournir des résultats en temps réel. Camrail poursuit aussi les travaux de réhabilitation de 175 km de voies entre Batchenga et Ka'a[réf. nécessaire]
Camrail a également procédé à la rénovation de ses ateliers notamment, l’atelier Essieu avec l’acquisition entre autres d’une grenailleuse, des postes de magnétoscopie et d’une machine DALIC pour la métallisation des fusées d'essieux.
En janvier 2022, est annoncé que l'armateur MSC allait reprendre la société Bolloré Africa logistics, gestionnaire du Sitarail, du Camrail et du Benirail.

## Réseau ferroviaire
Camrail gère un réseau à voie unique d’environ 1 000 km, à écartement métrique.
- Lignes du Transcamerounais :
  - Transcam I : Douala-Yaoundé (262 km)
  - Transcam II : Yaoundé-Ngaoundéré (662 km)
- Ligne de l'Ouest : Douala-Mbanga (74 km), Mbanga-Kumba (27 km)

38 gares sont présentes sur le réseau qui compte 658 ouvrages d’art, 2 194 ouvrages hydrauliques, 35 ponts métalliques, 3 viaducs et 4 tunnels.
Les lignes Otélé - Mbalmayo et Mbanga - Nkongsamba étaient autrefois exploitées et ont disparu lors de la privatisation.
Un projet de ligne vers le Tchad est parfois évoqué.

## Parc de matériel roulant

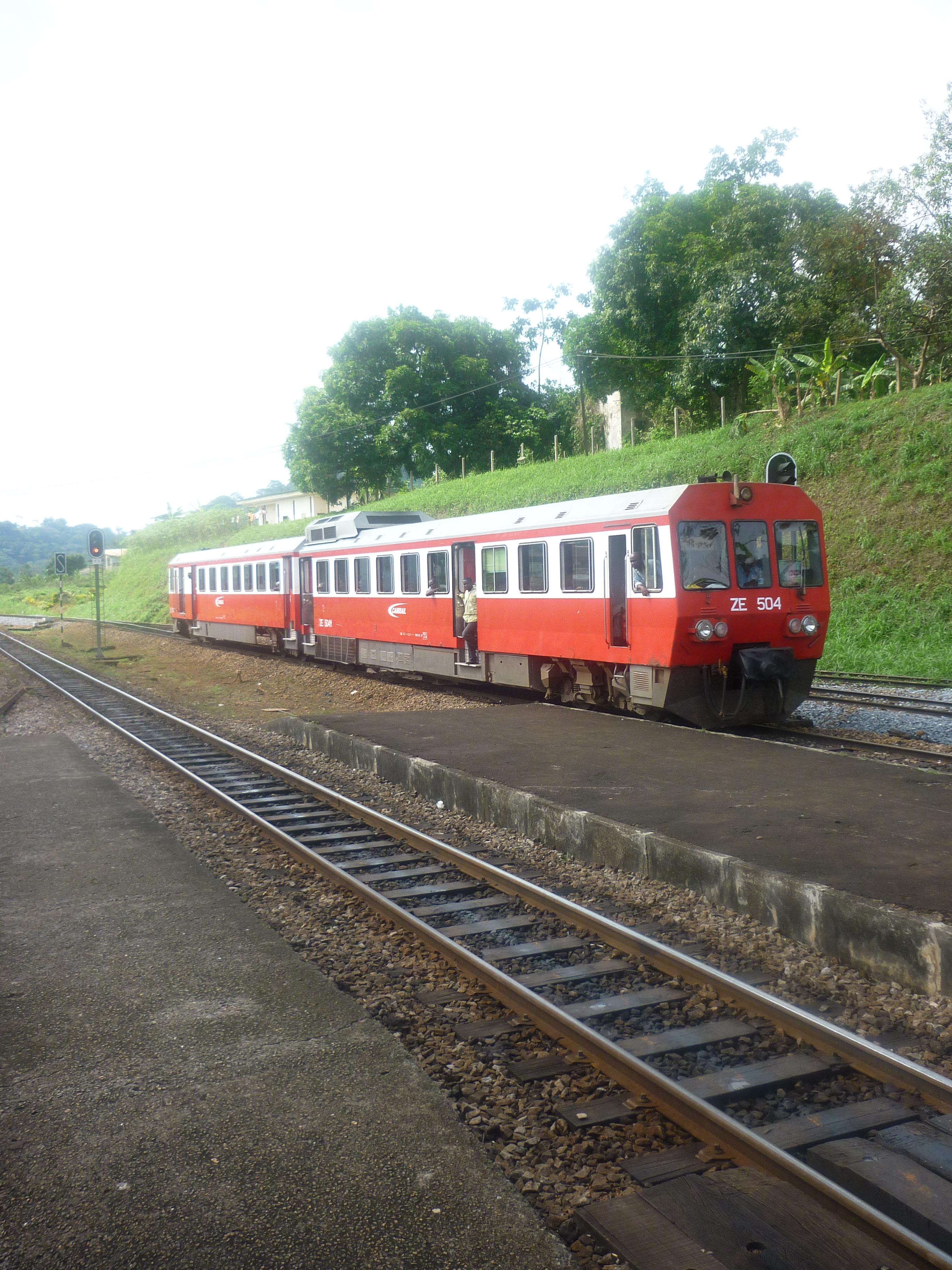
Automotrice Camrail ZE 504 M

- 58 locomotives de ligne et de manœuvre[23]
  - BB 1000 (locomotive de manœuvre)
  - BB 1100 (locomotive de manœuvre)
  - BB 1200 (locomotive de manœuvre)
  - Bombardier Transport CC 2200 (trains marchandises et voyageurs)
  - General Motors CC 2600 (usage pour trains marchandises)
  - NREC CC 3300 (usage pour trains marchandises)
  - NREC CC 2500 (usage pour trains marchandises)
- Des automotrices et autorails
  - ZE 500
- 1210 wagons[24][Quand ?]
  - wagons plats
  - wagons couverts
  - tombereaux
  - 288 wagons citernes (2020)[25].
- Un autorail d'inspection des voies Plasser & Theurer

## Trafic

### Trafic voyageurs

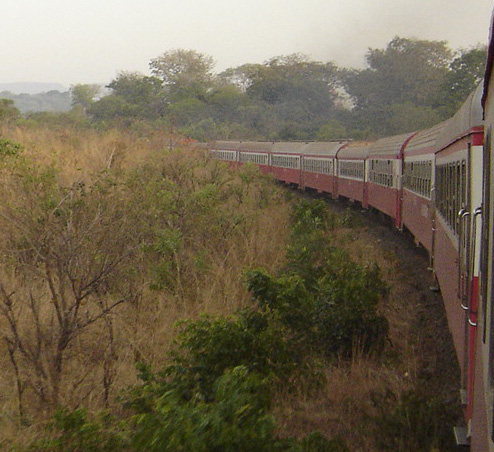
Vue d'un train à destination de Ngaoundéré.

Le transport de passagers est assuré sur trois liaisons :
- la desserte de la « ligne Ouest » (Douala - Kumba) est assurée par des voitures classiques, adaptées au déplacement des populations entre le Sud-Ouest et le Littoral, mais également au transport et à l'expédition des colis et bagages.
- le TransCam 1 (Douala – Yaoundé)  est desservi par trois types de trains :
  - Le train direct « InterCity » (151/152 et 153/154)[14] sans arrêt qui rallie Douala à Yaoundé en 3 h 40. Ce train est composé de deux voitures de première classe climatisées et de quatre voitures « Premium » ventilées. La liaison est suspendue, depuis l'accident ferroviaire en 2016 à Éséka. L'InterCity a permis de faire baisser la mortalité sur la route de 25%[26].
  - des trains Omnibus (103/104) desservent toutes les gares et arrêts ; ils sont composés de voitures de 2e classe et fourgons collecteurs adaptés au transport des colis et bagages. Ils aident au désenclavement des zones rurales et permettent l'acheminement des produits vivriers vers les grandes villes[Notes 1],[27].
  - des trains semi-directs (181/184), composés de rames classiques (voitures 1re et 2e classe, bar restaurant, fourgons générateurs) desservent les grandes zones et chefs-lieux d'arrondissement[Notes 2],[27].

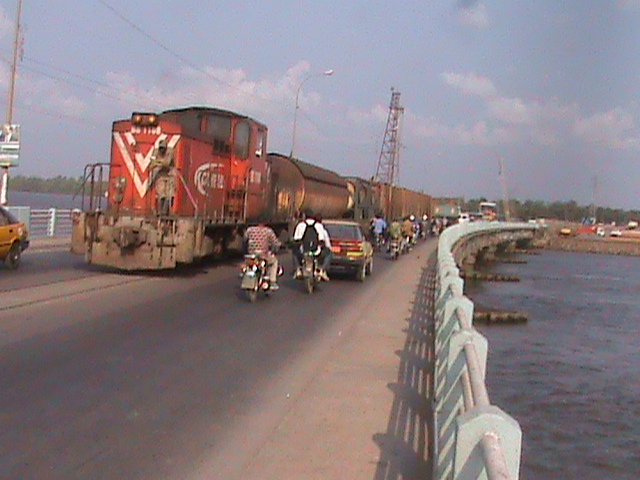
Traversée du Wouri par un train de fret

- Le TransCam 2 (Yaoundé – Ngaoundéré) est également assuré par deux types de trains :
  - des trains omnibus (112/113)  desservant la zone de Bélabo à Ngaoundéré, permettent aux populations riveraines de se déplacer et d'acheminer leurs vivres vers les grands axes[Notes 3],[27].
  - des trains semi-directs (191/192) de Yaoundé à Ngaoundéré dont la composition peut comporter des voitures-lits, des voitures de première classe, des voitures bar-restaurant[Notes 4],[27].

### Trafic fret
Camrail transporte en moyenne 1,7 million de tonnes de marchandises par an.
Camrail dispose de deux terminaux à Bélabo et Ngaoundéré, qui permettent de desservir sur le plan national et sous régional (Tchad, République centrafricaine et Congo).
| Années | Import  | Export  | Total   |
| ------ | ------- | ------- | ------- |
| 2008   | 260 519 | 252 603 | 513 122 |
| 2009   | 409 377 | 156 450 | 565 827 |
| 2010   | 465 891 | 219 632 | 685 523 |
| 2011   | 366 462 | 212 987 | 579 449 |
| 2012   | 370 349 | 217 983 | 588 332 |
| 2013   | 359 232 | 252 467 | 611 699 |
| 2014   | 362 464 | 200 339 | 562 803 |

| Années | Tchad (Import) | Tchad (Export) | RCA (Export) |
| ------ | -------------- | -------------- | ------------ |
| 2008   | 260 519        | 35 516         | 217 087      |
| 2009   | 409 377        | 22 770         | 133 680      |
| 2010   | 465 891        | 20 806         | 198 826      |
| 2011   | 366 462        | 14 276         | 198 711      |
| 2012   | 370 299        | 52 138         | 165 760      |
| 2013   | 359 232        | 54 973         | 191 710      |
| 2014   | 354 783        | 50 819         | 143 073      |

### Sûreté et sécurité
La sûreté des passagers et des marchandises est assurée par[réf. nécessaire] :
- Sécurité Camrail
- Police spéciale du chemin de fer subdivisée en quatre commissariats
- quatre sociétés de gardiennage assurent la sécurisation des postes fixes et du matériel roulant
- SEMIL et Gendarmerie assurent respectivement la gestion des hommes en tenue et la sécurité des sites sensibles.
- les riverains qui assurent l’entretien et la surveillance de la voie.

La sécurité incendie est animée en interne par des agents Camrail formés selon normes en vigueur. Elle est structurée autour des dispositifs de :
- Prévention : (Formation / sensibilisation du personnel et tiers opérateurs)
- Intervention : (Parc de 800 extincteurs portatifs et fixes répartis sur l’ensemble du réseau et trois camions incendie[réf. nécessaire]

La sécurité de l’environnement des emprises ferroviaires, se décline à travers plusieurs actions[réf. nécessaire] :
- Gestion des rapports avec les riverains du rail (Politique de proximité de 400 millions Fcfa en moyenne par an pour les travaux de désherbage, nettoyage/curage des ouvrages d’arts.)
- Prévention de la pollution:
  - Assurer la dépollution des sites de Yaoundé, Bélabo et N'Gaoundéré (avec appui Banque mondiale)
  - Prévenir la pollution éventuelle du fait de nos activités (maitrise et traitement des effluents)
- Gestion écologique des déchets (tri sélectif, incinération des déchets spéciaux, recyclage des huiles usées et de la ferraille)
- Assainissement et maintien en état de propreté des lieux de travail et sites Camrail (entretien des bâtiments et des espaces verts, de la station d’épuration et des séparateurs d’hydrocarbures, vidanges des fosses septiques, désinsectisation et dératisation des locaux)
- Contribution à la protection de la faune et de la flore :
  - Signature d’un mémorandum avec le ministère chargé de la faune et de la flore

Partenariat avec l’Organisation Non Gouvernementale CARFAD d’appui technique en vue de l’éradication du transport par train des produits fauniques
- Veiller au transport du bois légal[31]

Le 22 octobre 2012, le train de voyageurs à destination de Yaoundé déraille la nuit entre Bitom et Pangar. L'accident fait 28 blessés.
À la suite de plusieurs accidents mortels en 2019, une opération de sensibilisation à la sécurité aux passages à niveau est organisée en 2020.

#### Accident ferroviaire d'Éséka
Le 21 octobre 2016 à 13 h 30, près de la gare d'Éséka sur la ligne de Douala à Yaoundé au Cameroun, un déraillement du train 152 de fabrication chinoise occasionne le décès de 79 personnes et des blessures à 551 personnes. La cause est l'effondrement d'une buse, et le bilan est dû à la surcharge du train, seul moyen de transport à ce moment-là du fait de la coupure de la route nationale 3,.
À la suite de l'accident, l'InterCity ne circule plus. Les voitures chinoises ont été écartés par le gouvernement camerounais. Pour compenser ces matériels déclarés inaptes, l'achat de cinq autorails Stadler et de vingt-cinq voitures voyageurs (construites par CIM-SSRT) est en négociation. Les autorails pourraient relier Douala à Yaoundé en deux heures une fois la voie modernisée, en remplacement de l'InterCity. Neuf locomotives ont été commandées auprès de General Electric (4 locomotives pour trains de voyageurs par l'État et 5 pour les marchandises par Camrail) et sont, en mai 2018, non livrées car en attente de paiement.

## Développements techniques et technologiques
Pour augmenter sa productivité, Camrail s’est lancée dans un vaste programme d’acquisition de nouveaux équipements techniques:
- Acquisition et mise en service d'un Autorail de contrôle le 3 décembre 2014,pour un montant de 2,310 milliards de Fcfa[39]
- Rénovation de l’atelier essieux : Grenailleuse, potences, tables élévatrices, machine à laver les roulements, machine pour la métallisation des fusées, outillage de contrôle, postes de magnétoscopie, aspirateur de fumées, gerbeur…
- Acquisition de nouveaux matériels : Paire de portiques de pose et de dépose de la voie, Paire de tourelle pour transport de portiques ; Traveleuse à chaînette pour la pose des Traverses en béton armé; Palonnier à chaînette; Chariot poseur de rails, Bourreuse mécanique, Tractopelle, Tour et fraiseuse…

Camrail a également engagé la modernisation de son système d’information avec la mise en place de :
- la plateforme de connexion sécurisée, permettant aux clients d’accéder au logiciel de suivi de wagons Okapi (système de gestion de l’exploitation ferroviaire et de la facturation du transport des marchandises). Ce qui leur permet d’avoir en temps réel le positionnement et le statut de leurs wagons tout au long du trajet sur l'ensemble du réseau Camrail[40][source insuffisante]
- la Gestion de la Maintenance Assistée par Ordinateur (GMAO) avec le logiciel MAXIMO et contribue à l’amélioration du suivi, de la disponibilité et la fiabilité des matériels roulants et des infrastructures
- dispatching : système de communication ferroviaire qui permet au régulateur des circulations ferroviaires de communiquer avec toutes les gares, assurant ainsi une régulation du trafic sur l’ensemble du réseau

## Social

### Ressources humaines
Le salaire mensuel moyen d’un agent Camrail a doublé en 10 ans, passant de 245 000 Francs CFA à 410 000 Francs CFA[réf. nécessaire].
En outre, Camrail :
- assure à 80 % la couverture des soins médicaux des agents et de leur famille ; ce qui représente un effectif social de 10 000 personnes ;
- emploie 2100 agents et développe la sous-traitance avec 1 200 emplois directs au travers d’une vingtaine de sociétés ;
- assure divers services (cantines, dortoirs…) ;
- assure la prise en charge intégrale des agents porteurs du VIH ;
- développe une politique associative avec la présence d’une Association Sportive (AS Camrail), et d’une mutuelle des travailleurs du rail (MUTRARAIL)
- a mis sur pied une politique soutenue de formation du personnel (140 000 heures de normatif pour 200 millions de Fcfa d'investissements en 2013
- dispose d'un service de restauration du personnel offert à travers des cantines dans les principaux sites du réseau et des dortoirs aménagés pour le personnel d'astreinte.

Un dialogue agissant entre la Direction Générale et le personnel a été institué. Des commissions paritaires se tiennent deux fois par an entre les représentants du personnel et la Direction générale.[réf. nécessaire]

### Mouvements sociaux
La Sitrafer, chargée par Camrail de l’entretien des voies, fait plusieurs fois grève entre 2012 et 2014 en bloquant les voies. Les grévistes dénoncent leurs conditions de travail et de rémunération. À la suite de cela, Camrail ne renouvelle pas le contrat de maintenance avec la Sitrafer et ouvre la voie à la concurrence. Quatre entreprises font ainsi leur entrée dans ce secteur : SCIN, Socarrema, NASMO et Sitrafer.

### Développement durable
Classé dans le « top 5 » des entreprises sociales du Cameroun d'après un classement de l'association sur les maladies tropicales (Ascomt), Camrail fait partie des entreprises socialement responsables[réf. nécessaire]. Elle s'est distinguée par des actions telles que :
- l'aménagement de 32 points d'eau potable (puits et forages) dans plusieurs gares du réseau.
- le soutien d'un montant de près de 400 millions de Fcfa par année aux populations impliquées dans le désherbage et la sécurisation de la voie ferrée.
- la lutte contre le braconnage, à travers des actions destinées à la protection de la faune et de la flore qui sont encadrés par un mémorandum d'entente, avec le Ministère des forêts et de la faune.[réf. nécessaire]
- Le soutien aux formations hospitalières (dons de 75 matelas à l'hôpital protestant de Ngaoundéré, dons de matériels médicaux aux hôpitaux de Douala, Edéa et Belabo, dons de kits au Comité de lutte contre le Choléra à Ngaoundéré[réf. nécessaire]...)
- La mise en place d'une ligne de bus électriques desservant l'université de Yaoundé[41]
- La construction des passerelles piétonnes à Mvolyé (Yaoundé) et Bassa (Douala)[42].
- Des appuis multiformes aux organisations publiques et privées